# إدوارد لوسيان بوبينسكي
إدوارد لوسيان بوبينسكي هو دبلوماسي كندي سابق. عين سفيرًا فوق العادة للسعودية والجمهورية العربية اليمنية وجمهورية اليمن الديمقراطية الشعبية في نفس الوقت ثم عين لاحقًا سفيرًا للصومال ثم الفلبين. بعد التقاعد استقر بوبينسكي في فانكوفر وأصبح لاعب كرة لاعب غولف.